# Yasushi Kanda
Yasushi Kanda (神田 裕之, Kanda Yasushi, né le 27 octobre 1991 à Nagano, Japon) est un catcheur japonais qui travaille à la Dragon Gate.

## Carrière

### All Japan Pro Wrestling (2000-2001)
Le 24 février 2001, lui, Susumu Mochizuki et Darkness Dragon perdent contre Giant Kimala, Rob Van Dam et Sabu.

### Dragon Gate (2006-...)
Lors de Dead or Alive 2010, lui, Kzy et Takuya Sugawara battent Zetsurins (Akebono, Don Fujii et Masaaki Mochizuki) et remportent les Open the Triangle Gate Championship.
Le 4 septembre 2016, lui, Ryo "Jimmy" Saito et Genki Horiguchi H.A.Gee.Mee!! battent Monster Express (Akira Tozawa, Masato Yoshino et T-Hawk) et remportent les Open the Triangle Gate Championship pour la troisième fois.
Le 3 avril, ils perdent les titres contre VerserK (Cyber Kong, Shingo Takagi et T-Hawk).
Lors de Dangerous Gate 2017, Jimmyz est contraint de se dissoudre après avoir perdu un Ten-Man Elimination No Disqualification Loser Disbands Match contre VerserK (El Lindaman, Punch Tominaga, Shingo Takagi, T-Hawk et Takashi Yoshida), mais il leur reste une dernière tournée a effectué ensemble appelée la Farewell Jimmyz Gate. 

#### VerserK (2017)
Le 5 octobre, il fait perdre Jimmyz contre VerserK dans le dernier match du groupe en se retournant contre ses partenaires et en rejoignant VerserK, effectuant un Heel Turn et reprenant son vrai nom par la même occasion.

#### ANTIAS (2018)
Lors de Final Gate 2017, il bat Kagetora et remporte le Open The Brave Gate Championship .  Le 13 janvier 2018, lui et les autres membres de VerserK renomme le groupe qui s'appellera dorénavant ANTIAS. Le 11 février, lui, Cyber Kong et Shingo Takagi perdent contre MaxiMuM (Jason Lee, Masato Yoshino et Naruki Doi) et ne remportent pas les Open the Triangle Gate Championship. Le 3 mars 2018, il perd son titre contre Punch Tominaga.
Le 22 juillet, lui, Masato Tanaka et Takashi Yoshida perdent contre Natural Vibes (Kzy, Genki Horiguchi et Susumu Yokosuka) et ne remportent pas les Open the Triangle Gate Championship,.

#### Real Extreme Diffusion (2018–2019)
Lors de Dangerous Gate 2018, Eita annonce que ANTIAS est renommé et s'appelle dorénavant R.E.D. Plus tard dans le show, lui, Ben-K, Big R Shimizu, Takashi Yoshida et Kazma Sakamoto battent Natural Vibes (Kzy, Susumu Yokosuka, Genki Horiguchi, "brother" YASSHI et Punch Tominaga) dans un Ten-Man Tag Team Elimination Match. Lors de Gate of Destiny 2018, lui, Daga, Eita et Kazma Sakamoto battent Natural Vibes (Kagetora, U-T et Yosuke Santa Maria) et Kota Minoura. Lors de Final Gate 2018, lui, Kazma Sakamoto et Takashi Yoshida battent Natural Vibes (Kzy, Genki Horiguchi et Susumu Yokosuka) et remportent les Open the Triangle Gate Championship,. Lors de Kobe Pro-Wrestling Festival 2019, ils perdent les titres contre Machine Army (Strong Machine J, Strong Machine F et Strong Machine G).
Le 8 octobre, après que R.E.D est perdu contre Ultimo Dragon, Ryo Saito, Super Shisa, et Darkness Dragon, R.E.D se retourne contre lui après qu'il est refusé d'attaquer son mentor Ultimo Dragon.
Lors de Memorial Gate 2021 In Wakayama, lui et Kenichiro Arai perdent contre Masaaki Mochizuki et Takashi Yoshida et ne remportent pas les Open the Twin Gate Championship.

## Palmarès
- Dragon Gate
  - 2 fois Open the Brave Gate Championship
  - 1 fois Open the Owarai Gate Championship
  - 1 fois Open the Twin Gate Championship avec Susumu Mochizuki
  - 8 fois Open the Triangle Gate Championship avec Yamato et Gamma (1), Takuya Sugawara et Kzy (1), Naoki Tanizaki et Takuya Sugawara (1), Genki Horiguchi H.A.Gee.Mee!! et Ryo "Jimmy" Saito (3), Jimmy Susumu et Mr. Kyu Kyu Naoki Tanizaki Toyonaka Dolphin (1) et Kazma Sakamoto et Takashi Yoshida (1)

- Toryumon Japan
  - 1 fois IWRG Intercontinental Tag Team Championship avec Susumu Mochizuki
  - 1 fois UWA World Trios Championship avec Susumu Mochizuki et Masaaki Mochizuki
  - Young Dragons Cup (1999)